# Jevgenij Kljujkov
Jevgenij Vasiljevitj Kljujkov (ryska: Евгений Васильевич Клюйков), född 1950 i Moskva, är en rysk botaniker.
Auktorsnamnet Kljuykov kan användas för Jevgenij Kljujkov i samband med ett vetenskapligt namn inom botaniken; se Wikipediaartiklar som länkar till auktorsnamnet.